# Straszny film 4
Straszny film 4 (ang. Scary Movie 4) – amerykański film komediowy, sequel Strasznego filmu 3 (2003), wyreżyserowany przez Davida Zuckera. Światowa premiera filmu odbyła się 14 kwietnia 2006 roku. Realizatorzy filmu reklamowali go jako: Ostatnią, czwartą część słynnej trylogii. Parodia wysokobudżetowych, hollywoodzkich projektów, przede wszystkim horrorów.

## Fabuła
Shaquille O’Neal i dr. Phil budzą się skuci kajdanami w starej, zdemolowanej toalecie. Ich oprawca, psychopatyczny Jigsaw, daje im dwie minuty na uwolnienie się z łańcuchów i wydostanie się z pomieszczenia – po stu dwudziestu sekundach toaleta zostanie wypełniona gazem paraliżującym. Ofiary odnajdują piły, jednak nie jest możliwe przepiłowanie nimi łańcuchów. Pomysłem dr. Phila na odzyskanie wolności jest odcięcie piłą zakutych nóg. Pomysłodawca wprowadza zamysł w życie, jednak odcina sobie nieodpowiednią, bo wolną kończynę.
Po sekwencji początkowej rozpoczyna się właściwa akcji filmu. Cindy Campbell (Anna Faris) odwiedza swojego byłego szwagra Toma Logana (Charlie Sheen), który pomaga jej w znalezieniu nowej pracy. Tkwiący w depresji Logan, po zaangażowaniu się w związek z trzema seksownymi blondynkami (bohaterki programu Króliczki Playboya), decyduje się odebrać sobie życie i sięga po viagrę, mając na celu przedawkowanie. Ostatecznie wypada jednak przez balustradę balkonu. Po śmierci Logana, Cindy angażuje się w pomoc społeczną. Trafia do domu pani Norris (Cloris Leachman), starszej katatoniczki, która mieszka w nawiedzonym domu. W tym samym czasie Tom Ryan (Craig Bierko), rozwiedziony sąsiad pani Norris, przejmuje na jakiś czas opiekę nad swoimi dziećmi, Rachel (Conchita Campbell) i Robbiem (Beau Mirchoff). Późnym wieczorem Cindy odkrywa, że dom, w którym obecnie rezyduje, jest nawiedzany przez tajemniczego japońskiego chłopca.
Następnego dnia Tom wysłuchuje strasznych relacji Cindy na temat wydarzeń z domu pani Norris. Cindy wspomina również swoje małżeństwo z George’em (Simon Rex), który zginął podczas jej pojedynku bokserskiego. Cindy czuje się winna jego odejściu. Gdy para szykuje się do romantycznego pocałunku, niebo staje się zachmurzone, następuje potężna burza i wszystko, włączając w to sprzęt domowy i środki transportu, przestaje działać. Ulice zostają oblężone przez gigantycznych rozmiarów triPody, strukturą przypominające iPody, wyświetlające mrożący krew w żyłach napis „Zniszczyć ludzkość”. Cindy biegnie do domu pani Norris, gdzie ponownie napotyka się na japońskiego chłopca. Tym razem wdaje się z nim w dialog. Chłopiec informuje Cindy, że dowie się, jak unicestwić kosmitów, jeśli odnajdzie jego mordercę oraz serce ojca; następnie podaje jej wskazówki, jak dotrzeć do jego ojca. Tom i Cindy rozdzielają się, ponieważ mężczyzna musi ratować dzieci.
Cindy spotyka Brendę Meeks (Regina Hall), swoją domniemanie martwą przyjaciółkę, która jest obecnie dziennikarką. Cindy zachęca Brendę, by pomogła jej w odnalezieniu osady wskazanej przez chłopca, rekomendując jej sytuację jako interesujący temat na reportaż. Przyjaciółki kradną samochód i podążają za wskazówkami mapy. Gdy w końcu docierają na miejsce, okazuje się, że osada, o której mówił Japończyk, rządzi się prawami z dziewiętnastego wieku. Niefortunnie, zostają schwytanie przez straże osadnicze i zmuszone do wzięcia udziału w radzie miasta, której przewodniczy głowa placówki Henry Hale (Bill Pullman). Seniorzy decydują, że Cindy i Brenda mogą pozostać w osadzie, jednak nie będą mogły już nigdy jej opuścić. Tymczasem Tom i jego dzieci, podczas dalszej ucieczki donikąd, wpadają w samo serce pojedynku między wojskami amerykańskimi a triPodami. Zbuntowany Robbie decyduje się do dołączyć do amerykańskich oddziałów i wyrywa się ojcu. Tom rusza po syna i pozostawia córkę bez opieki. Sytuację wykorzystuje (przedstawiony jako pedofil) Michael Jackson (Edward Moss), który proponuje Rachel dołączenie do niego i do grupki porwanych już dzieci. W porę interweniuje Tom i ucieka wraz z córką, jednak wkrótce zostają oni porwani przez triPoda.
Nocą osada zostaje zaatakowana przez „Tych, o których nie mówimy”, w wierzeniach osadników – potwory z pobliskiego lasu. Brenda i Cindy odkrywają jednak, że prowokatorami są w rzeczywistości jedni z mieszkańców osady. W sąsiedztwie domku bohaterek, Henry zostaje zadźgany przez upośledzonego Ezekiela (Chris Elliott). Henry wyjaśnia Cindy i Brendzie, że jest ojcem japońskiego chłopca, który zginął podczas jednej z bokserskich walk Cindy. Kontynuując, dodaje, że tylko Cindy potrafi powstrzymać triPody przed dalszą zagładą świata, jednak zanim mówi, jak, zostaje ponownie dźgnięty przez Ezekiela. W tym momencie Brenda i Cindy zostają schwytane przez jednego z triPodów.
Bohaterowie budzą się w starej łazience – tej samej, w której zginęli Shaquille O’Neal i dr. Phil. Na ekranie monitora zainstalowanego na ścianie pojawia się Jigsaw, który informuje ofiary, że umrą za sześćdziesiąt sekund, jeśli nie wykonają zadania. Cindy musi wyciągnąć z oczodołu klucz, który uwolni ją, Brendę i Toma z sideł łowieckich – inaczej wszyscy umrą; robi to, ponieważ, jak się okazuje, ma sztuczne oko. Gdy wydaje się, że cała trójka jest bezpieczna, Jigsaw grozi Tomowi śmiercią jego pojmanych dzieci. Dzieci unikną jednak śmierci, tylko pod warunkiem, że Tom przypłaci ich życia własnym. Moment przed śmiercią Ryana, Cindy odnajduje w toalecie zdjęcia Jigsawa z żoną Henry’ego i japońskim chłopcem – okazuje się, że to Jigsaw był jego biologicznym ojcem, i że inwazja obcych była zemstą za śmierć syna. Po pospiesznej przemowie Cindy, Jigsaw mięknie, a widząc, jak daleko Tom jest w stanie zajść, by ocalić własne dzieci, uwalnia go i odwołuje inwazję, dezaktywując triPody.
Epilog filmu, przedstawia występ Toma Ryana, który okazał się zbawicielem świata, u Oprah Winfrey, miesiąc po wydarzeniach opisanych powyżej.

## Obsada
- Anna Faris – Cindy
- Regina Hall – Brenda
- Craig Bierko – Tom Ryan
- Leslie Nielsen – Prezydent Harris
- Anthony Anderson – Mahalik
- Kevin Hart – CJ
- Bill Pullman – Henry Hale
- Chris Elliott – Ezekiel
- Carmen Electra – Holly
- John Reardon – Jeremiah
- Cloris Leachman – Pani Norris
- Conchita Campbell – Rachel
- Beau Mirchoff – Robbie
- Michael Madsen – Oliver
- Molly Shannon – Marilyn
- Charlie Sheen – Tom
- Debra Wilson – Oprah Winfrey
- Shaquille O’Neal – Shaq / on sam
- Phil McGraw – dr Phil / on sam
- Laura Dash – Pan Układanka
- Craig Mazin – Pan Układanka (głos)
- David Mylrea – Zoltar
- David Zucker – Zoltar (głos)
- Henry Mah – Pan Koji
- Edward Moss – Michael Jackson
- Simon Rex – George
- Drew Mikuska – Cody
- James Earl Jones – narrator

## Parodie
- Piła – sekwencja otwierająca, w której Shaquille O’Neal i dr. Phil padają ofiarami psychopaty – zamknięci w starym magazynie, muszą walczyć o życie.
- Piła II – konstrukcje, które Cindy i Brenda mają założone na głowach, oraz klucz za okiem Cindy. Pojawia się także motyw gazu trującego, który Shaquille O’Neal i dr. Phil wdychają w scenie otwierającej film.
- Osada – Cindy i Brenda trafiają do osady identycznej do tej z filmu M. Nighta Shyamalana.
- The Grudge: Klątwa – dom pani Norris, w którym pracy podejmuje się Cindy, oraz sceny rozgrywające się w tejże posiadłości. Także epizodyczna postać Yoko.
- Wojna światów – główna parodia.
- Za wszelką cenę – retrospekcje Cindy na temat swojej kariery bokserskiej. George jest parodią postaci filmowego Clinta Eastwooda, natomiast Cindy parodiuje  postać graną przez Hilary Swank.
- Tajemnica Brokeback Mountain – scena z Mahalikiem i C.J.-em w namiocie.
- Pod prąd – pierwsze małżeństwo Cindy.
- Scooby-Doo 2: Potwory na gigancie – scena, w której „Ci, o których nie mówimy” są bez masek.
- Boski żigolo w Europie – scena erekcji Toma Logana.
- R. Kelly: Bump and Grind – You Be the Judge – kwestia Brendy R. Kelly, nie siusiaj na mnie! nawiązuje do taśmy z nagraniem seksualnym rapera.
- Kill Bill – tekst wypowiadany do Cindy przez chłopca: „kaleczysz japoński aż uszy bolą”.
- Egzorcysta – scena, w której duch chłopca schodzi po schodach jak pająk.
- Wysyp żywych trupów – scena walki z zombie.
- wizyta Toma Cruise’a w amerykańskim talk-show The Oprah Winfrey Show.
- Postać Mike’a Tysona (walka bokserska Cindy).
- Postać Michaela Jacksona (scena, w której artysta przebywa z dziećmi podczas inwazji obcych).

## Box office
| Świat | US$ 178,262,628 |